# ザ・ダットサンズ
ザ・ダットサンズ (英: The Datsuns) は、ニュージーランドのハードロックバンド。

## メンバー
ベン加入以前は、全員ダットサン姓であった（例：クリスチャン・ダットサン）。これはラモーンズの影響によるもの。なお、全メンバーは現在別の国に住んでいる多国籍バンドである。
- ドルフ・デ・ボースト：リードボーカル、ベース（スウェーデン在住）
- クリスチャン・リビングストーン：リードギター（イギリス在住）
- フィル・バスク･サマビル：リズムギター、ベース、ボーカル（ドイツ在住）
- ベン・コール：ドラム ― 2008年加入。（ニュージーランド在住）

ドルフ・デ・ボーストは、スウェーデンのインペリアル・ステイト・エレクトリックの正式メンバーとしてベースを弾いている。

### 旧メンバー
- マット・ダットサン（マシュー・テレンス・オズメント）：ドラム

2008年脱退。

## 概要
1995年、ニュージーランドのケンブリッジにて、ドルフ・デ・ボースト（Dolf De Borst）、フィル・バスク（Phil Buscke）、マット・オズメント（Matt Osment）の3人によって「Trinket」として発足。後の1997年に、クリスチャン・リビングストーン（Christian Livingstone）が加わる。1999年に、FMラジオのバンド・バトルで勝利を収めたあと、2000年に「The Datsuns」と改名。同時にメンバー全員ファミリーネームを「ダットサン」と名乗るようになる。その後、その音楽性がイギリスなどで話題になり、V2レコードと契約。セカンド・アルバムでは、元レッド・ツェッペリンのジョン・ポール・ジョーンズをプロデューサーに迎えている。
バンド名の由来は、日産のかつてのブランド「ダットサン」から。

### 音楽性
直接的にはレッド・ツェッペリン、ディープ・パープル、AC/DCなどの1970 - 1980年代のハードロックから影響を受けた音楽性で、ガレージ・ロックからの影響もうかがわせる。

## ディスコグラフィ

### EP
- Harmonic Generator（2002年）
- MF from Hell（2003年）
- Stuck Here For Days（2006年）